# Siluros
Los siluros fueron una poderosa y belicosa tribu que habitó en la isla de Britania, y que ocuparon aproximadamente los territorios de Monmouthshire, Breconshire y Glamorganshire.

## Origen
Según la biografía de Tácito sobre el general Cneo Julio Agrícola, los siluros se caracterizaban por tener una fuerte complexión y pelo rizado. En su obra, Tácito cree que, partiendo de su apariencia, los siluros habrían llegado a Britania desde Hispania.
Un estudio genético realizado por un equipo de investigadores de las universidades de Londres, Oxford y California sugiere que la mayor parte de pueblos galeses y celtas comparten gran parte de sus cromosomas y de su ADN con los pueblos vascos asentados en el norte de España durante el Paleolítico. Sin embargo, aún no se ha esclarecido si este vínculo es específico entre celtas y vascos o si simplemente éstos son los familiares más cercanos de entre los primeros habitantes de Europa.

## Resistencia contra Roma

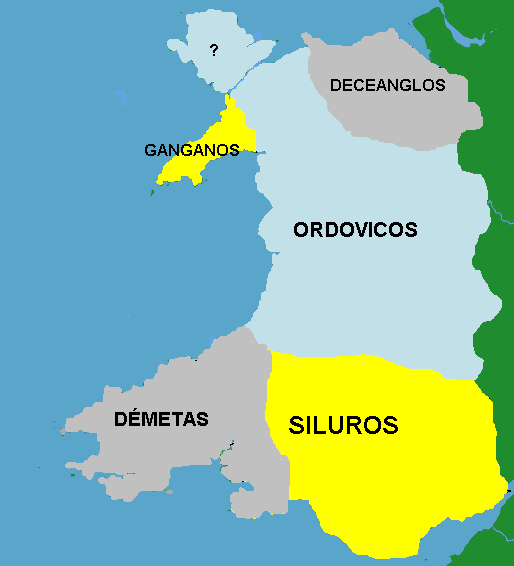
Tribus de Gales durante la invasión romana. La posición exacta de las fronteras es motivo de debate.

Los siluros, liderados por Carataco, un cacique militar y príncipe de los catuvellaunos que había huido de tierras del este tras la derrota de su propia tribu, ejercieron una feroz resistencia durante la invasión romana de la isla.
El primer ataque sobre las tribus galesas se produjo en el año 48, cuando el general romano Publio Ostorio Escápula marchó contra estos territorios a la cabeza de un ejército. Escápula atacó en primer lugar a los deceanglos, localizados en al noreste de la moderna Gales. Las evidencias historiográficas nos muestran que Escápula derrotó a esta tribu sin hallar apenas resistencia. Tras su victoria sobre los deceanglos, Escápula pasó varios años combatiendo contra los siluros y los ordovicos. La resistencia estaba liderada por Carataco que había huido hacia el sudeste de la isla tras la derrota de los catuvellaunos. En un primer momento, el antiguo príncipe catuvellauno lideró a los siluros, pero finalmente se trasladó a los territorios de los ordovicos donde fue derrotado por Escápula en el año 51.
A pesar de la caída de Carataco, los siluros siguieron resistiéndose al invasor e iniciaron una eficaz guerra de guerrillas que desgastó de sobremanera a las fuerzas romanas. La determinación de los siluros llevó a Escápula a decir públicamente que los siluros planteaban tal peligro que debían ser exterminados. No obstante, las amenazas de Escápula, emitidas con el objetivo de sembrar el temor entre los siluros, no hizo más que aumentar la voluntad de estos a resistir. Los romanos enviaron una gran fuerza de legionarios a esa zona a fin de que construyeran una línea de fortificaciones por todo el territorio. Mientras los legionarios se afanaban en sus tareas, fueron emboscados por una gran fuerza de siluros que los derrotó, causándoles muchas bajas y llevándose a un gran número de prisioneros con ellos. Estos prisioneros fueron distribuidos entre las tribus vecinas con el objetivo de obligarlas a unirse a la resistencia.
Cuando los siluros estaban al borde de la derrota, Escápula murió dejando a Roma con un gran problema en sus fronteras britanas. En el momento de incertidumbre que siguió a la muerte del general, los siluros lograron recuperarse y derrotaron a la Legio II Augusta. Los historiadores no han esclarecido si los siluros fueron derrotados militarmente o si simplemente se logró que se rindieran a través de un acuerdo de paz. Las fuentes romanas sugieren sin embargo que esta tribu fue derrotada durante las campañas de Sexto Julio Frontino de c. de 78 (de fecha cercana al 78 DC). De los siluros los romanos escribieron que:

No atrocitate, no clementia mutabatur

## Romanización
Con el objetivo de ayudar a la administración romana a echar abajo a la oposición local, los romanos erigieron una imponente fortaleza en el territorio (Isca Augusta, en el actual Caerleon). Se construyó además la ciudad de Silurum Venta (Caerwent, seis millas al oeste de Chepstow), la cual pronto se convirtió en una población plenamente romanizada a diferencia de la antigua capital atrebate Calleva Atrebatum (Silchester). De entre las ruinas de Silurum Venta aún sobreviven las murallas, y excavaciones realizadas en la zona han revelado la existencia de un foro, un templo, unas termas, un anfiteatro, tiendas y cómodas casas con pisos de mosaico. Una inscripción hallada en la zona indica que esta ciudad fue la capital de los siluros durante la época de dominación imperial. Evidencias arqueológicas muestran que los romanos sustituyeron a los dioses de los silures por los suyos.
Al parecer, Silurum Venta continuó gozando de su estatus de centro político y religioso de la zona en el marco de la Britania posromana. El Rey Arturo, inspirador de la célebre leyenda, fue rey de los silures, al frente de quienes rechazó la invasión sajona.